# Лъв Мунг
Лъв Мунг (на гръцки: Λέων ὁ Μουγγός) е византийски духовник, охридски архиепископ от около 1108 до 1120 година.

## Биография
Сведенията за Лъв Мунг са оскъдни. Той е покръстен евреин и преди да заеме архиепископския трон в Охрид, е християнски мисионер, проповядващ сред езичниците. Става архиепископ малко след напускането на поста от Теофилакт Охридски, вероятно през 1108 година. Лъв Мунг е охридски архиепископ до 1120 година, а датата на смъртта му е неизвестна.